# Johnny Don’t Do It
Johnny Don't Do It is een single van 10cc. Het is afkomstig van hun album 10cc. Het was na het succesvolle Donna de tweede single van de band. In tegenstelling tot die eerste single verkocht Johnny Don't Do It matig; het haalde vrijwel nergens de hitparade.
Johnny wil zo graag stoer doen, steelt een fiets, gaat fietsen met zijn meisje en raakt betrokken bij een verkeersongeluk.
B-kant was 4% of Something (3:59), dat niet op het album stond. De stemvoering van Johnny is bijna gelijk aan die van Donna; Lol Creme zingt de hoge stem; Kevin Godley de lage; Graham Gouldman en Eric Stewart op de achtergrond.
Zo hier en daar, bijvoorbeeld aan het begin, zijn al invloeden van de progressieve rock aanwezig.
Graham Gouldman · Eric Stewart · Kevin Godley · Lol Creme

Paul Burgess · Rick Fenn · Stuart Tosh · Duncan Mackay · Tony O'Malley